# 先天性精管欠損症
先天性精管欠損症（せんてんせいせいかんけっそんしょう、英: Congenital absence of the vas deferens; CAVD）とは、生殖器のうち精管が出産前に正しく形成されない状態を指す。片側性（unilateral, CUAVD）または両側性（bilateral, CBAVD）のいずれかである。

## 徴候・症状
精管は精子をつくる精巣と陰茎の尿道を繋いでいる。そのため、両側の精管が欠如している患者では、精子を作っても精子が適切に運ばれない。精液には精子が含まれておらず、無精子症である。片側欠損の場合、精液検査では異常が認められないことがある。 
精管は通常の健康診断で触診されることが少ないため、その欠如に気付かない場合がある。また、精管の損傷は手術中に発生しやすい。精管の欠損は片側または両側で、全体または一部である。精管の一部だけが欠損している場合も、精巣上体との交通が確立できない可能性がある。 
精管結紮術を希望する23,013人を対象とした最大規模の研究では、159人に片側性精管欠損症（UAVD）の疑いがあった。CUAVDの可能性があると判定された159人のうち、47人は片側の精管のみ、26人は両側精管、4人は誤診（片側精管結紮術の精液検査で運動精子が検出された）であり、82人がCUAVDの症例とみなされた（全体の0.36％）。82人はさらに、CUAVDの確定診断（n=48、0.21％）と可能性（n=34、0.15％；陰嚢異常なし22人、あり12人）に分類された。CUAVDの誤診率は、陰嚢内容が正常である場合（1：48）は低かったが、異常がある場合（3：12）は高かった。

## 原因
CAVDは大きく2つに分類される。1つは大きな集団で嚢胞性線維症に関連し、CFTR 遺伝子の変異により発症する一方、他方の小さな集団（10～40％と推定される）は片側性腎無発生（URA）に関連している。最初のグループのCFTR の変異スペクトルは、古典的な嚢胞性線維症で観察されるものとは異なり、少なくとも1つの染色体上に、より軽度のミスセンスまたはスプライス変異体が存在する。第二のグループの遺伝的基盤はよく解っていない。CBAVDとURAの両方を有する男性では、CFTR の突然変異は、集団全体よりも僅かに高い割合で起こることが示されている。この症状には別の遺伝子が関与している可能性が示唆されている。
CFTR 遺伝子の変異は、嚢胞性線維症の思春期以降の男性に閉塞性無精子症を齎すことが判明している。驚くべきことに、CAVDは嚢胞性線維症の最も一貫した特徴の一つであり、その患者の98〜99％が罹患している。対照的に、急性または持続性の呼吸器症状は、嚢胞性線維症患者全体の51%にしか見られない。

## 診断
CAVDは精巣上体、精嚢、腎臓の機能不全や無形成を伴うことがあるので、陰嚢超音波検査と経直腸超音波検査（TRUS）は、片側または両側のCAVDを検出するのに有用である。

## 治療
CAVD患者は、精巣内精子採取術と卵細胞質内精子注入法（ICSI）を組み合わせることで、現代技術の助けを借りて生殖することができる。しかし、嚢胞性線維症や腎無形成のリスクが高くなる可能性が高いため、一般的には遺伝カウンセリングが推奨される。